# Marcantonio Vincentini
Marcantonio Vincentini o Vicentini, talvolta nominato come Marco Antonio (Rieti, 3 giugno 1624 – 1692) è stato un vescovo cattolico e diplomatico italiano.

## Biografia
Nacque a Rieti il 3 giugno 1624 da nobile famiglia. Dopo l'ordinazione sacerdotale fu nominato vescovo di Foligno da papa Clemente IX il 1º aprile 1669. Fu consacrato dal cardinale Francesco Maria Brancaccio, vescovo di Frascati, coadiuvato da mons. Stefano Brancaccio, arcivescovo titolare di Adrianopoli di Emimonto, e mons. Emanuele Brancaccio, O.S.B., vescovo di Ariano. Fu legato e governatore pontificio in diverse città e province dello Stato della Chiesa. Fu nominato nunzio apostolico nel Regno di Napoli, il 26 gennaio 1671.

## Genealogia episcopale
La genealogia episcopale è:
- Cardinale Guillaume d'Estouteville, O.S.B.Clun.
- Papa Sisto IV
- Papa Giulio II
- Cardinale Raffaele Riario
- Papa Leone X
- Papa Clemente VII
- Cardinale Antonio Sanseverino, O.S.Io.Hier.
- Cardinale Giovanni Michele Saraceni
- Papa Pio V
- Cardinale Innico d'Avalos d'Aragona, O.S.Iacobi
- Cardinale Scipione Gonzaga
- Patriarca Fabio Biondi
- Papa Urbano VIII
- Cardinale Cosimo de Torres
- Cardinale Francesco Maria Brancaccio
- Vescovo Marcantonio Vincentini